# Eridolius astenoctenus
Eridolius astenoctenus là một loài tò vò trong họ Ichneumonidae.